# Predikat
Den här artikeln behandlar den språkvetenskapliga satsdelen predikat. För begreppet "predikat" inom logik, se artiklarna Första ordningens logik och Predikatlogik
Predikat är en satsdel som normalt utgörs av den verbfras som innehåller satsens finita verb, till exempel fiskade i Erik fiskade. Därmed är predikatet också den mest centrala och mest obligatoriska satsdelen. En fullständig sats kan bestå av endast ett predikat, till exempel uppmaningen Ät!, eller det italienska Piove (’Det regnar’). I språk med subjektstvång (till exempel svenskan) måste fullständiga satser, bortsett från uppmaningssatser, innehålla även subjekt.
Predikatet (och finita verbfraser) definieras på olika sätt av olika grammatikor. I sin snävaste bemärkelse omfattar predikatet endast det finita verbet, och i vidare bemärkelse inkluderas även verbets bestämningar: först verbpartiklar, därefter även infinita verb, därefter även subjektiv predikativ och reflexiva objektspronomen. I sin vidaste bemärkelse, som är den gängse i samtida formell grammatik, omfattar predikatet även andra objekt och innehållsadverbial, som också de fungerar som bestämningar till verbet.
Subjekt och satsadverbial ingår inte i predikatet. I språk som svenskan kan predikatet därför vara diskontinuerligt, alltså uppdelat på flera fraser som linjärt inte hänger samman, som i de understrukna fraserna nedan:
- Jag ville gärna dansa med Laila.
- Idag ska jag dansa med Laila.

Predikaten är diskontinuerliga oavsett om man använder en snäv eller vid definition av predikatsledet. Av denna och andra anledningar brukar predikatet inte ges en egen plats i det typiska satsschemat.